# Phlegethon Catena
La Phlegethon Catena è una formazione geologica della superficie di Marte.